# Aeroporto Bar Yehuda
Bar Yehuda Airfield (Hebraico: מנחת בר־יהודה, minḥat bar-yehuda; por vezes conhecido como Aeroporto Masada) é um pequeno aeroporto em Israel. Está situado no deserto, ao pé do Mar Morto e é o aeroporto mais baixo do mundo (378 metros de altitude a baixo do nível do mar) e possui uma pista de 1200 metros de extensão.